# 1954-es magyar asztalitenisz-bajnokság
Az 1954-es magyar asztalitenisz-bajnokság a harminchetedik magyar bajnokság volt. A bajnokságot március 5. és 7. között rendezték meg Budapesten, a Nemzeti Sportcsarnokban.

## Eredmények
| Versenyszám  | Arany                                                                           | Arany | Ezüst                                                                     | Ezüst | Bronz | Bronz |
| ------------ | ------------------------------------------------------------------------------- | ----- | ------------------------------------------------------------------------- | ----- | --- | ----- |
| Férfi egyéni | Sidó Ferenc Bp. Vörös Meteor                                                    |       | Gyetvai Elemér Bp. Spartacus                                              |       | Kóczián József IX. ker. Lendület |       |
| Női egyéni   | Angelica Rozeanu Progresul București                                            |       | Gervainé Farkas Gizella Bp. Vörös Meteor                                  |       | Simon Béláné Vasas MÁVAG |       |
| Férfi páros  | Antal Lajos, Morvay Lajos Kaposvári Vörös Meteor                                |       | Földy László, Balázs József Bp. Dózsa                                     |       | Végh Dániel, Varényi László Bp. Dózsa, Bp. Vörös LobogóÁrvai Miklós, Csender Jenő Bp. Lokomotív, Bp. Vörös Meteor                          |       |
| Női páros    | Gervainé Farkas Gizella, Angelica Rozeanu Bp. Vörös Meteor, Progresul București |       | Kóczián Éva, Simon Béláné Vasas MÁVAG                                     |       | Marosvölgyi Éva, Jávor Károlyné Bp. DózsaKerekes Imréné, Ella Zeller Bp. Vörös Lobogó, Progresul București                                 |       |
| Vegyes páros | Kóczián József, Kóczián Éva IX. ker. Lendület, Vasas MÁVAG                      |       | Matei Gantner , Ella Zeller Flamura roșie București , Progresul București |       | Gyetvai Elemér, Gervainé Farkas Gizella Bp. Spartacus, Bp. Vörös MeteorSidó Ferenc, Angelica Rozeanu Bp. Vörös Meteor, Progresul București |       |